# Aemilia carmen
Aemilia carmen är en fjärilsart som beskrevs av William Schaus 1920. Aemilia carmen ingår i släktet Aemilia och familjen björnspinnare. Inga underarter finns listade i Catalogue of Life.